# Shima (Mie)
Pour les articles homonymes, voir Shima.
Shima (志摩市, Shima-shi) est une ville située dans la préfecture de Mie, au Japon.

## Géographie

### Situation
Shima est située dans le sud-est de la préfecture de Mie, au bord de l'océan Pacifique. Deux baies jouxtent la ville : la baie d'Ago et la baie de Matoya.
La ville est entièrement comprise dans le parc national d'Ise-Shima.

### Municipalités limitrophes
| Ise       | Toba            | Toba            |
| Minamiise | Shima           | océan Pacifique |
| Minamiise | océan Pacifique | océan Pacifique |

### Démographie
Au 31 juillet 2018, la population de la ville de Shima était de 50 561 habitants, répartis sur une superficie de 178,95 km2.

## Histoire
La ville a été fondée officiellement le 1er octobre 2004 après la fusion des anciens bourgs de Shima, Ago, Daiō, Hamajima et Isobe.
En 2016, le sommet du G7 s'est tenu à Shima.

## Transports
Shima est desservie par la ligne Shima de la compagnie Kintetsu. Les principales gares sont celles de Shima-Isobe, Ugata et Kashikojima.
La ville possède un port.